# Stang (navn)
 Denne artikel omhandler efternavnet. For andre betydninger af ordet, se Stang.
Stang er et efternavn, der henviser til blandt andre:
- Alette Stang
- Emil Stang den ældre
- Emil Stang den yngre
- Frederik Stang
- Fredrik Stang
- Georg Stang
- Jacob Stang
- Rasmus Stang